# Arzlohe

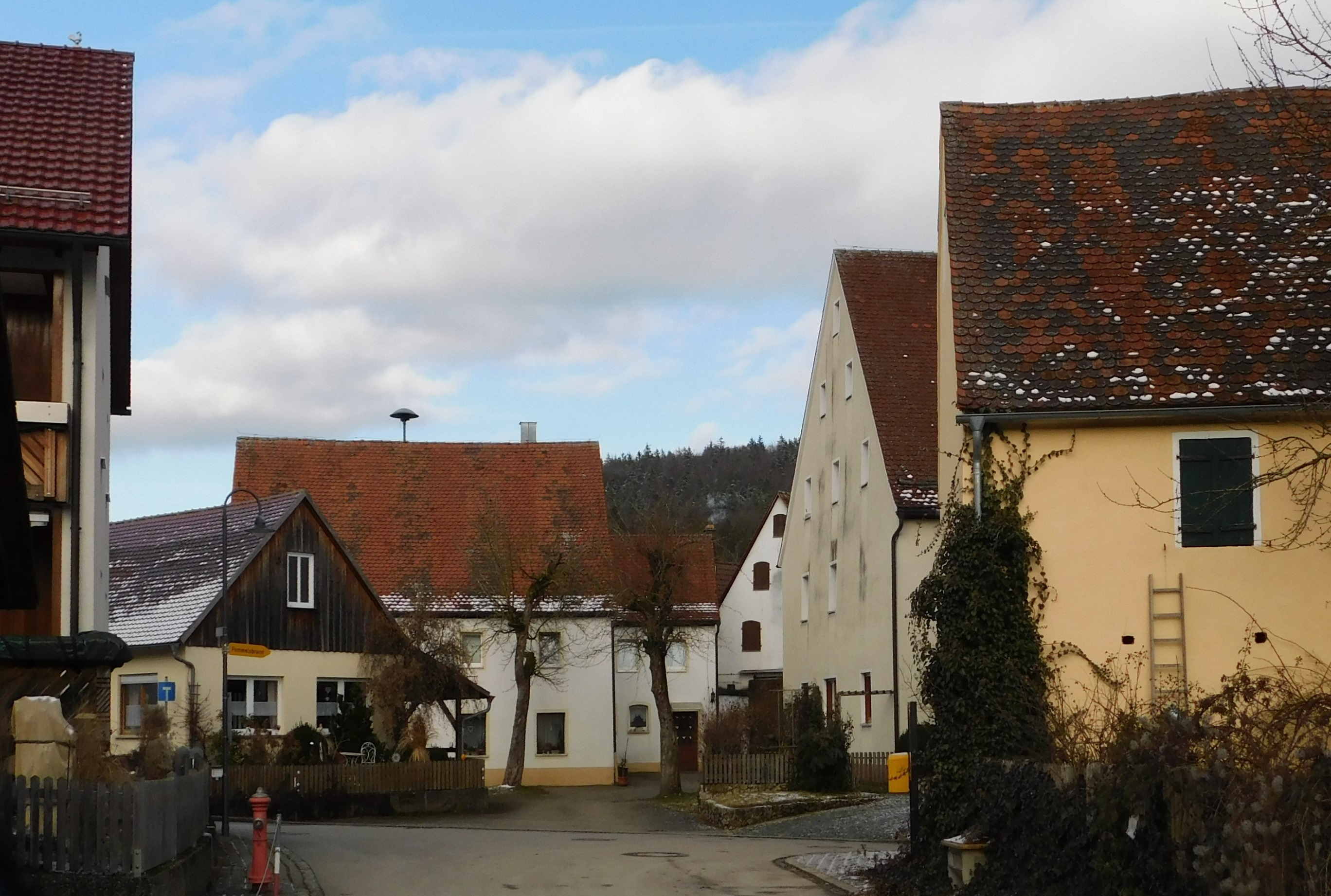
Die Ortsmitte von Arzlohe

Arzlohe ist ein zu Pommelsbrunn gehörender Ort, der auf einer Hochebene der Hersbrucker Alb liegt.

## Lage
Das Dorf ist ein Gemeindeteil der Gemeinde Pommelsbrunn im Landkreis Nürnberger Land (Mittelfranken, Bayern) und liegt in der Gemarkung Arzlohe. Diese hat eine Fläche von 10,598 km² und ist in 2261 Flurstücke aufgeteilt, die eine durchschnittliche Flurstücksfläche von 4687,35 m² haben. In ihr liegen neben dem namensgebenden Ort die Gemeindeteile Guntersrieth, Mittelburg, Stallbaum und Waizenfeld. Arzlohe liegt auf der Hochebene über dem Högenbachtal und Pommelsbrunn zwischen Houbirg, Mühlkoppe und Hochberg.

## Ortsname
Die Schreibweisen des Dorfnamens reichen von Arzloch (1289) über Arzeloech und Artzlich (1350), Arczlo (1420), Artzloe (1520) bis zu Atzloe (1560). Der Kartograf Paul Pfinzing benennt den Ort in seinem Kartenwerk mit Artzlohe. Seit 1754 wird der Ort Arzlohe genannt.

## Geschichte
Die erste urkundliche Erwähnung des Ortes geht auf das Jahr 1289 zurück. Nachdem die Schenken von Reicheneck einer ihrer Vasallenfamilien namens Türrigl, die sich gegen sie erhoben hatten, und dadurch alle ihre Lehen verloren, die Lehen nach Unterwerfung und Fürsprache von Freunden zurückerstatteten, wurde am 1. Januar 1289 ein Dokument hierüber verfasst. Im Salbuch des Klosters Engelthal von 1312 werden zwei Breitensteinerinnen erwähnt, die Gült aus einem Gut von Arzlohe nahmen. Ferner werden in einer Urkunde vom 10. Juni 1393 sowohl Arzlohe als auch die Kirche in Pommelsbrunn aufgeführt. Weitere urkundliche Erwähnungen beziehen sich auf einen reichsunmittelbaren Lehenshof (Urkunden von 1559, 1565, 1566 und 1577), die jeweils auf einen ganntzen hofe Zue Artzlohe bey dem heyligen Baum gelegen Bezug nehmen. Die Lehensträger dieses Königsgutes in Arzlohe sind ab Mitte des 16. Jahrhunderts namentlich belegt. Man nimmt an, dass es sich um den sogenannten Wacker- oder Koch-Hof, Haus Nr. 3 handelt. Die Benennung „bei dem heiligen baum gelegen“ bezieht sich auf die Kapellenruine, ist aber keine Lageangabe des Hofes bei derselben. Der Zehnt war ursprünglich Lehen des Hochstifts Bamberg an die Schenken von Reicheneck, später (1411) an die Herren von Parsberg.  Nach dem Landshuter Erbfolgekrieg von 1504/05 gehörte Arzlohe für drei Jahrhunderte zum Landgebiet der Reichsstadt Nürnberg und wurde in dieser Zeit von dessen Pflegamt Hersbruck verwaltet. Dieses übte sowohl die Hochgerichtsbarkeit, als auch die Dorf- und Gemeindeherrschaft über den Ort aus. Danach fiel es 1806 mit dem Nürnberger Gebiet an das Königreich Bayern. Die bayerische Gebietsreform ordnete Arzlohe am 1. Januar 1972 der Gemeinde Pommelsbrunn zu. Der Gemeindeteil Stallbaum wurde damals in die Gemeinde Hartmannshof umgegliedert, dies allerdings nur vorübergehend, denn fünf Jahre später wurde auch dieses Dorf ein Ortsteil der Gemeinde Pommelsbrunn.

## Baudenkmäler
In und um Arzlohe gibt es zwei denkmalgeschützte Bauwerke: Im westlichen Ortsbereich befindet sich eine Fachwerkscheune und außerhalb des Ortes steht die Ruine einer Kapelle. 

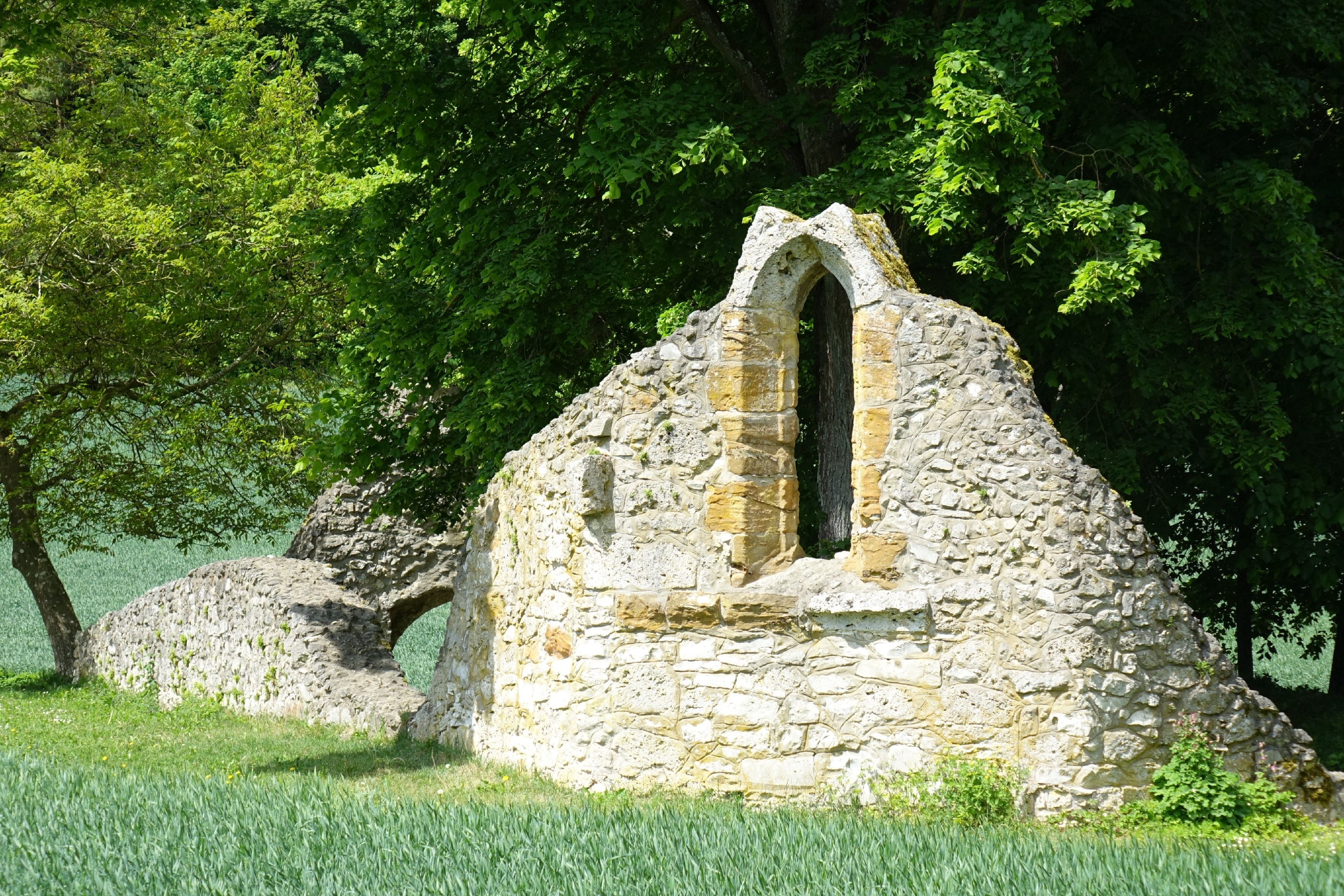
Die Ruine der Kapelle St. Rochus und St. Leonhard

### Kapellenruine
Inmitten von Feldern liegt etwa einen halben Kilometer südlich des Ortes die denkmalgeschützte Ruine der spätmittelalterlichen Kapelle „St. Rochus und St. Leonhard“. Dieses einschiffige, spätgotische Bauwerk besteht aus Kalk-Bruchsteinen und wurde um das 13./14. Jahrhundert errichtet. Von der weitgehend verfallenen Kapelle sind heute nur noch die bis zu fünf Meter hohen Umfassungsmauern, das Eingangsportal, ein Seiteneingang und ein spitzbogiges Chorfenster vorhanden.